# Нануалек
Нануалек (ранее Александровск) — статистически обособленная местность в боро Кенай, штат Аляска, США.

## История
Нануалек также известен как Английский залив (англ. English Bay) или Александровск. В 1786 году Александровск стал одним из первых пунктом торговли русских и коренных народов Аляски.

## География
Нануалек и порт Грэхам расположены рядом с южной оконечностью полуострова Кенай и расположены на расстоянии восьми километров. В оба населённых пункта можно добраться лишь по воздуху или воде.

## Население
По данным переписи 2000 года население составляло 177 человек. Многие из нынешних жителей являются креолами, и имеют русских и алютикских предков. Распространён алютикский язык.